# Cathédrale Jésus-Sauveur-du-Monde de Rrëshen
La cathédrale Jésus-Sauveur-du-monde (en albanais : Kisha Katedrale Jezusi i Vetmi Shpetimtar I Botes) est une cathédrale de la ville de Rrëshen, dans le nord-ouest de l'Albanie. Succédant à l'abbatiale d'Orosh comme église cathédrale de la région historique et du diocèse de Mirditë, elle fut édifiée sous l'impulsion de Cristoforo Palmieri (it), curé de la ville, puis évêque de Rrëshen de 2005 à 2017, et consacrée par le cardinal Crescenzio Sepe le 9 novembre 2002.

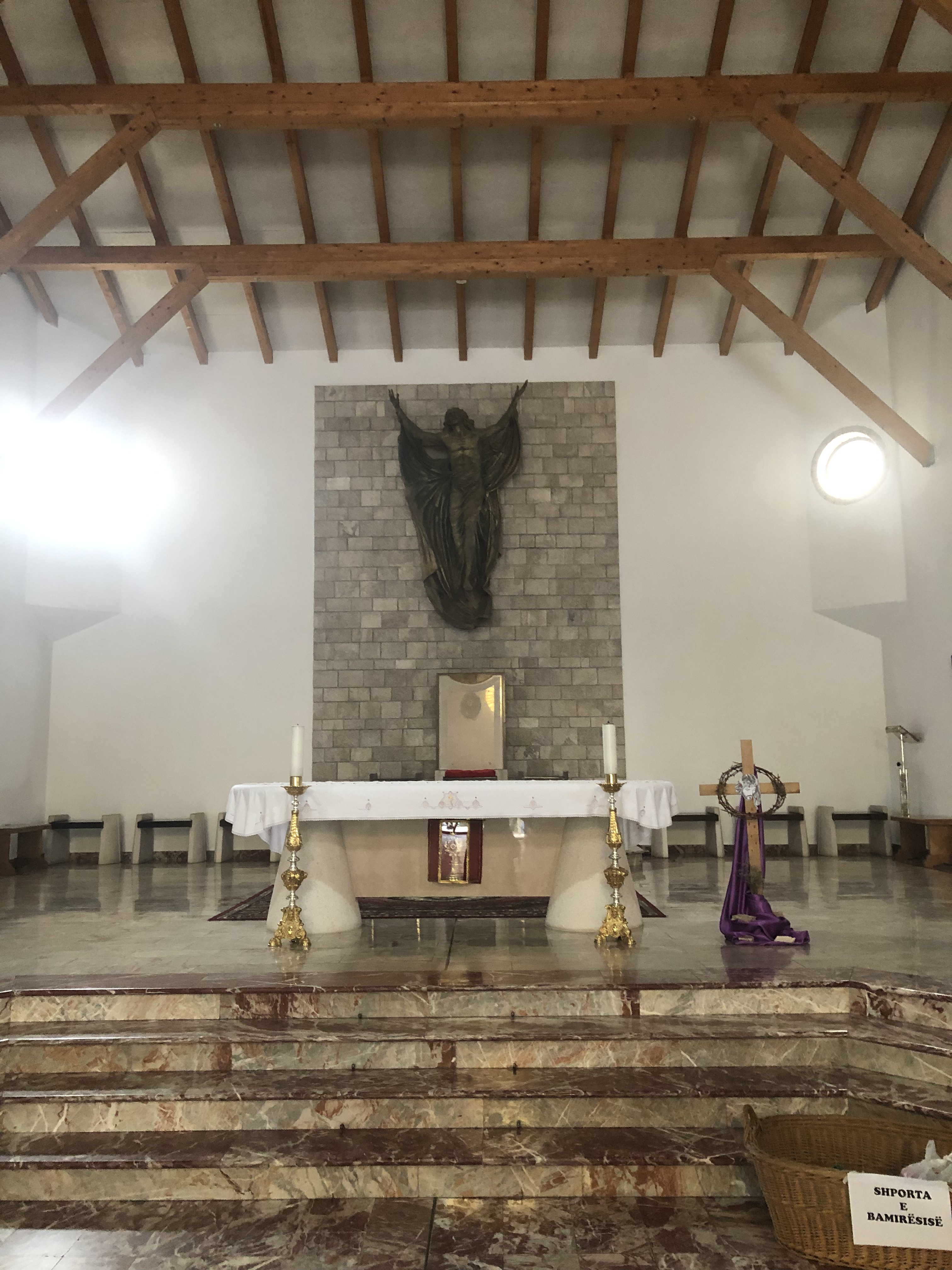
Vue intérieure de la cathédrale.